# Перлов, Василий Алексеевич
Василий Алексеевич Перлов (1784—1869) — русский купец первой (с 1830 года) гильдии из рода Перловых, крупнейший торговец чаем и сахаром, благотворитель, популяризатор чая и чайной культуры в России, почётный гражданин (с 1836 года).

## Биография
Отцом Василия был купец Алексей Иванович Перлов, принявший эту фамилию, ранее бывшую прозвищем, в 1807 году, матерью — Прасковья Николаевна Червленая. Основателю купеческой династии Перловых Ивану Михайлову Василий приходился внуком. У него были младшие братья Михаил (вышел из семейного дела в 1835 году) и Иван.
В. А. Перлов жил в Москве, был активным общественным деятелем и входил во множество разных городских организаций и учреждений, состоял гласным Московской городской думы. Несколько лет он был директором конторы Коммерческого банка (1855—58). Владел домом на 1-й Мещанской улице и амбаром в Старом Гостином дворе. Он продолжил усилия отца по популяризации чайного напитка и чайной культуры в России и преуспел в этом. В 1823 году на Ильинке открылся первый чайный магазин Перловых. В 1830 Василию Перлову удается стать купцом высшей, то есть первой гильдии. Этот новый статус давал право на ведение оптовой торговли по всей Российской Империи и за ее пределами, открытие заводов и фабрик. А в 1835 они с братьями в первый раз разделили семейное дело. Василий и Иван купили дом на 1-й Мещанской улице.
В 1856 купец пожертвовал деньги на памятники и церковь, возведение которых было связано с только что закончившейся Крымской войной. В 1869 году он основал Торговый дом «Вас. Перлов с сыновьями». Чай Василий Алексеевич продавал по сортам, активно боролся с наводнившими рынок подделками. Изобилие последних было вызвано с одной стороны с тем обстоятельством, что торговля через Кяхту стала беспошлинной, а с другой тем, что Китай ограничил продажу за рубеж качественного чая. Торговали в России даже спитым чаем, специально для этой цели подкрашенным. Перлов же пролоббировал закон о продаже чая только в пачках с указанием производителей. Купить качественный чай в магазинах Василия Перлова можно было даже в очень небольшом количестве, что давало возможность и малообеспеченным людям попробовать дорогие его сорта.
Идею нормировки продукции он подсмотрел у одного из конкурентов. Доставка же чая по суше, впервые, очевидно, введенная тоже именно Василием Алексеевичем (стоит, однако, отметить, что контору в Кяхте для торговли с Китаем без посредников, чьи услуги были разорительны и увеличивали продажную цену чая, открыл ещё его отец), позволяла избежать его отсыревания, характерного для морских перевозок того времени. Купец старался по возможности уменьшить розничную цену напитка.
После смерти Василия Алексеевича семейное дело разделили между собой и продолжили его сыновья Сергей и Семён, которые стали ориентироваться на разные категории потребителей. Сам род также разделился на две ветви: Сергеичей и Семёнычей. К концу XIX века у Перловых было 88 магазинов в России, 14 из них — в Москве. Существовали и зарубежные филиалы фирмы.
В 1898 году в собственной типографии Перловых была опубликована книга "К Столетию чайной фирмы «Василий Перлов с Сыновьями». В ней рассказывается об истории купеческой династии и предприятия.

## Семья
Был женат трижды. В 1811 году женился на Вере Кузьминичне Половинкиной. В браке родилась дочь:
- Александра Васильевна (1815—1885) — в замужестве Мазурина, жена купца Фёдора Алексеевича Мазурина (1800—?).

Вторая жена — Елена Семеновна Алексеева (1797—1825). В браке родились:
- Семён Васильевич (1821—1879)
- Флорентий Васильевич (1824—1874).

Третья жена — Елена Петровна Тугаринова (1812—1837). В браке родились:
- Пелагея Васильевна (?—?)
- Пётр Васильевич (1833—1891)[6]
- Сергей Васильевич (1835—1911) — купец, крупный благотворитель и покровитель монастыря в Шамордино, а также владелец знаменитого Чайного дома на Мясницкой.